# Czarna Droga
Czarna Droga (niem. Schwarzer Weg, 762–1006 m n.p.m.) – leśna droga w Masywie Śnieżnika, w Sudetach.
Droga leśna długości 2 km wytyczona doliną potoku Czarna, która rozpoczyna się u ujścia potoku do Wilczka.

## Szlaki turystyczne
na początku  biegnie szlak turystyczny:
- czerwony Międzygórze - Hala pod Śnieżnikiem[1].